# Kinematografia armeńska
Kinematografia armeńska – ogół produkcji i dystrybucji filmowej na terytorium Armenii.
Pierwsze zdjęcia filmowe na terytorium Armenii wykonano w 1907 roku (był to pogrzeb katolikosa Mkrticza Chrimiana). W czasie I wojny światowej nagrywano głównie walki na Kaukazie oraz ucieczkę ludności ormiańskiej po ludobójstwie. W 1923 roku utworzono organizację Goskino, a wraz z nim laboratorium filmowe. Na jego bazie w 1928 roku powstało studio filmowe Armenkino, które w 1938 roku przemianowano na Erywańskie studio kinowe (Ереванская киностудия), a w 1957 roku na Armenfilm.

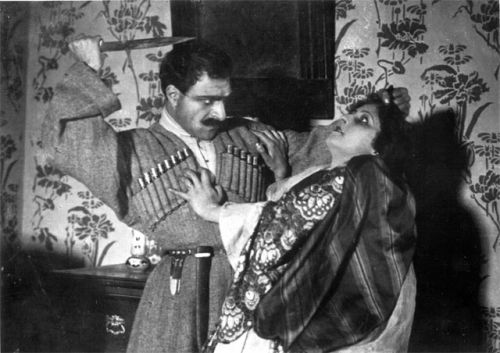
Kadr z filmu Namus

Pierwszym filmem powstałym na terenie Armenii był dokument Chorhrdajin Hajastan z 1924 roku, natomiast pierwszym filmem fabularnym był Namus w reżyserii Amo-Beka Nazarowa (1925). Wyróżniał się on nowatorskim montażem i wysokim poziomem gry aktorskiej. W kolejnych latach do najważniejszych filmów zaliczały się m.in. Zare (1927), Chas-Pusz (1928) Nazarowa, Kikos Patwakana Barchudariana (1931) i Gikor Amasiego Martirosjana. Nazarow nakręcił również pierwszy film dźwiękowy – Pepo (1935). W 1938 roku powstał natomiast pierwszy ormiański film animowany w reżyserii Lwa Atamanowa. Lata 1933–1939 były trudnym okresem dla kinematografii armeńskiej ze względu na prześladowania twórców inspirowane przez Berię. Większość filmów z tego okresu to produkcje o tematyce rewolucyjnej. Wśród nich warto wyróżnić Zangezur Nazarowa (1938). W 1940 roku powstała komedia Ludzie z naszego kołchozu Artaszeca Aj-Artiana, która nie przedstawiała, zdaniem Jerzego Toeplitza, walorów artystycznych, a także film Niewzruszona przyjaźń Barchaduriana, dotyczący współpracy armeńskiego i azerbejdżańskiego kołchozu. Najdonioślejszym filmem lat 40. był epos historyczny Dawid-bek Amo-Beka Nazarowa (1944). 
Kryzys armeńskiej kinematografii trwał do połowy lat 50. Wówczas swoje filmy zaczął tworzyć Erazm Karamian, kontynuator tradycji Nazarowa, który wyreżyserował m.in. Urwakannere heranum en lerneric (1955), Ampropi arahetow (1956), Kamo znany osobiście (1958), Kamo – niebezpieczna misja (1965), a także tacy reżyserzy, jak Lewon Isahakian, Grigor Melik-Awakian czy Wagarsz Wagarszian. Powstały wówczas również takie filmy, jak Tajemnica górskiego jeziora (1954) czy Woske clik (1955), które poruszały tematy codzienne.

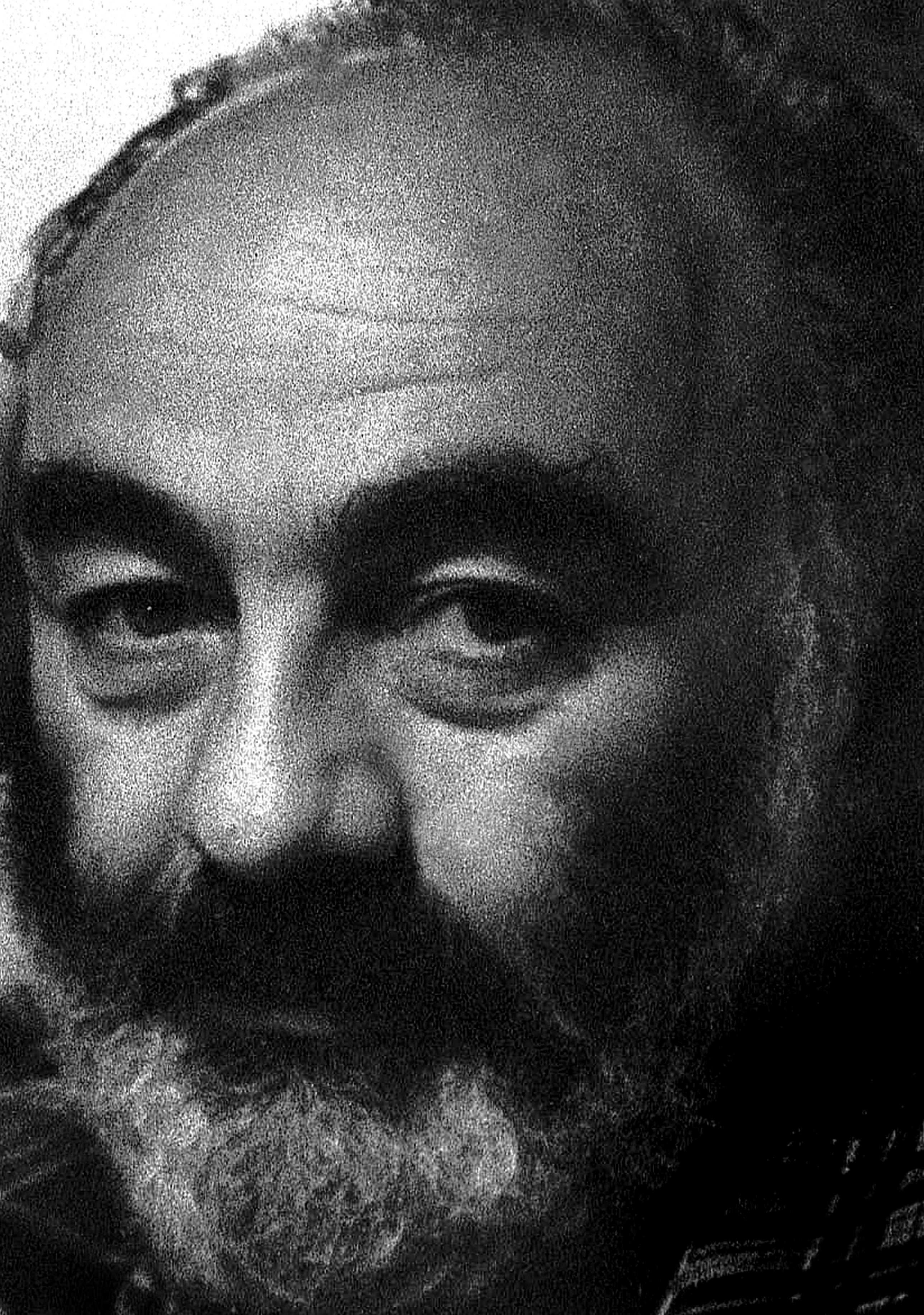
Siergiej Paradżanow

W latach 60. tematyka dzieł zróżnicowała się, zaczęto akcentować odmienność kultury ormiańskiej, powstawały również pierwsze dramaty psychologiczne, tworzone m.in. przez Frunze Dowlatiana i Henrika Maliana. W tym czasie popularność na terenie ZSRR zdobywali też ormiańscy aktorzy, np. Frunzik Mykyrtczian czy Armen Dżigarchanian. Za najważniejsze dzieła armeńskiej kinematografii w tym okresie uważane są takie filmy, jak Dzień dobry, to ja! Dowlatiana (1966), który został zaprezentowany w konkursie głównym na 19. MFF w Cannes, Trójkąt Henrika Maliana (1967) oraz Barwy granatu Siergieja Paradżanowa (1968), będący syntezą kultury ormiańskiej. Znalazł się on również na liście 10 najlepszych filmów roku 1982 wg miesięcznika "Cahiers du cinéma" i zdobył uznanie m.in. Andrieja Tarkowskiego. Ponownie popularnością cieszyły się również filmy dokumentalne. Wśród ich reżyserów warto wymienić Rubena Geworkianca, Arę Wahuniego i Artawazda Pelesziana, twórcę m.in. Menq (1969) i Pór roku (1975). W latach 70. i 80. można wyróżnić takich twórców, jak Arnold Agababow (Tam za siedmioma górami, 1980), Karen Geworkian, Albert Mykyrtczian (Dobra połowa życia, 1979), Edmond Keosajan, Lewon Grigorian i Nerses Howhannisjan. Swoje filmy wciąż tworzyli także Malian, np. My i nasze góry (1970), Arjak (1972) i Nahapet (1977) oraz Frunze Dowlatian, np. Kronika erewańskich dni (1974) i Żyjcie długo (1980). Na przełomie lat 80. i 90. tworzyli Suren Babajan („Trzynasty apostoł”, 1987), Harutiun Chaczatrian, Wigen Czaldranian i Mikajel Dowlatian.

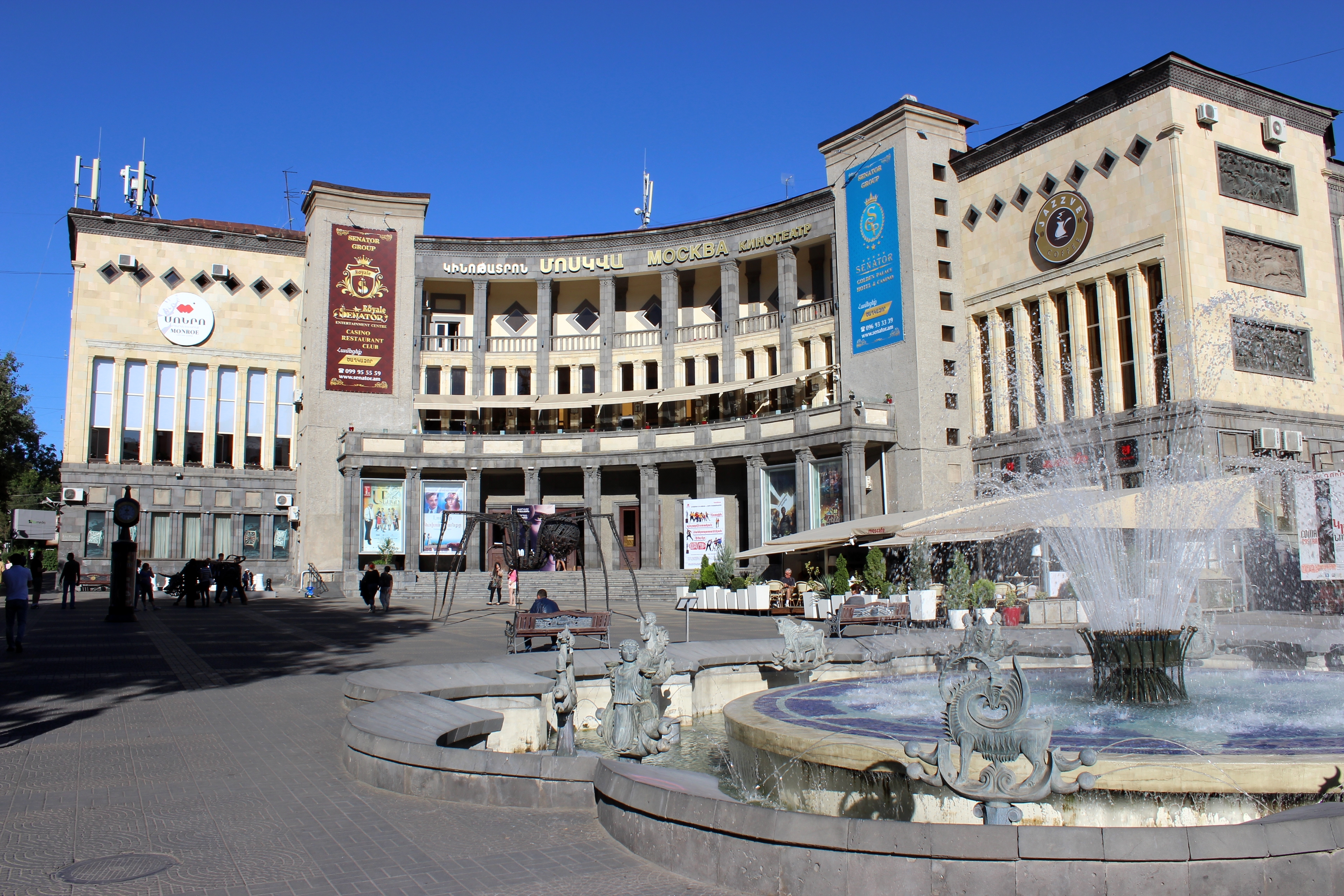
Kino Moskwa w Erywaniu

Ormianie tworzyli również filmy poza granicami Armenii. W Iranie, pierwszym filmem fabularnym był nakręcony przez Ormianina Owanesa Ohaniana Abi o Rabi (1931). Reżyserowie ormiańskiego pochodzenia działali także w Rosji (Karen Szachnazarow), Francji (Henri Verneuil) i USA (Rouben Mamoulian).
W 2010 roku w Erywaniu otwarto aleję gwiazd armeńskiego filmu. W 2019 roku Zgromadzenie Narodowe ustanowiło 16 kwietnia dniem kina ormiańskiego. W 2020 roku jego obchody nie odbyły się z powodu pandemii COVID-19, jednakże rok później po raz pierwszy zostały one zorganizowane.